# Friedrich Bürner
Friedrich Bürner (* 28. April 1861 in Weikersheim; † 22. Januar 1926) war ein württembergischer Beamter und Oberamtmann.

## Leben
Bürner, evangelischer Konfession, Sohn eines Verwaltungsaktuars, studierte von 1880 bis 1884 Rechtswissenschaft in Tübingen und München. 1884 absolvierte er die erste und 1885 die zweite Dienstprüfung.
Seine erste berufliche Stellung war ab Frühjahr 1886 teils die eines Staatsassistenten, teils die eines stellvertretenden Amtmanns bei den Oberämtern Gmünd, Reutlingen, Waldsee, Ludwigsburg und Heilbronn. 1895 wurde er Amtmann des Oberamts Heilbronn. 1898 war er Kollegialhilfsarbeiter bei der Regierung des Donaukreises in Ulm. Am 10. April 1901 wurde er Oberamtsverweser und am 1. Juli 1901 Oberamtmann in Blaubeuren. 1908 wurde er zum Regierungsrat ernannt. 1916 wurde er Regierungsrat des Schwarzwaldkreises in Reutlingen, blieb jedoch bis 1919 aus dienstlichen Gründen in Blaubeuren. 1922 wurde er zum Oberregierungsrat ernannt. 1924 wurde er, nach Aufhebung der Kreisregierungen, in den Ruhestand versetzt.

## Ehrungen
1908 wurde Bürner die Karl-Olga-Medaille in Silber verliehen, und 1911 die silberne Hochzeitsmedaille. 1914 wurde er mit dem Ritterkreuz I. Klasse des Friedrichs-Ordens dekoriert.